# Exocentrus kucerai
Exocentrus kucerai är en skalbaggsart som beskrevs av Holzschuh 1999. Exocentrus kucerai ingår i släktet Exocentrus och familjen långhorningar. Inga underarter finns listade i Catalogue of Life.